# Friedrich Wotke
Friedrich Wotke (* 2. November 1893 in Oberhollabrunn; † 19. September 1960 in Wien) war ein österreichischer Gymnasiallehrer und Klassischer Philologe.

## Leben
Friedrich Wotke, der Sohn des Klassischen Philologen und Gymnasiallehrers Karl Wotke (1861–1929), studierte an der Universität Wien Klassische Philologie (zusammen mit Gertrud Herzog-Hauser) und Anglistik. Nach seinem Einsatz im Ersten Weltkrieg wurde er am 11. Juli 1919 zum Dr. phil. promoviert. Seine (ungedruckte) Dissertation behandelte rhetorische Einflüsse auf das zweite Buch der „aristotelischen“ Oeconomica.
Nach der Lehramtsprüfung in den Fächern Latein, Griechisch und Englisch unterrichtete Wotke am Gymnasium in Wien V, später am Realgymnasium in Wien XV. Von 1949 bis zu seiner Pensionierung 1959 war er Direktor des Mariahilfer Gymnasiums in Wien.
Neben dem Schuldienst war Wotke wissenschaftlich tätig. Er verfasste Aufsätze, Lexikonartikel (für Paulys Realenzyklopädie der klassischen Altertumswissenschaft) und Rezensionen vor allem zu antiken christlichen Schriftstellern und der Antikenrezeption im Mittelalter und Humanismus. Außerdem gab er die Zeitschriften Litterae Humaniores und Wiener humanistische Blätter sowie Schulausgaben lateinischer Autoren heraus.
Wotke starb an den Folgen eines Autounfalls.

## Schriften (Auswahl)
- Das Bekenntnis des heiligen Patrick und sein Brief an die Gefolgsleute des Coroticus. Herder, Freiburg 1940

Schulausgaben
- mit Hans Eibl: Auswahl aus lateinischen christlichen Schriftstellern. Zwei Teile, Wien 1925
- P. Cornelius Tacitus: Historiae. Leipzig 1930
- mit Richard Meister: Auswahl aus dem mittellateinischen und neulateinischen Schrifttum. Wien/Leipzig 1934
- P. Cornelius Tacitus: Auswahl aus den Schriften. Wien 1946. 3. durchgesehene Auflage 1956. 4. unveränderte Auflage 1958. 6. Auflage, durchgesehen und bebildert von Hans Malicsek 1962–1965